# 薩洛伯山 (菲森)
47°33′55″N 10°36′46″E / 47.56528°N 10.61278°E

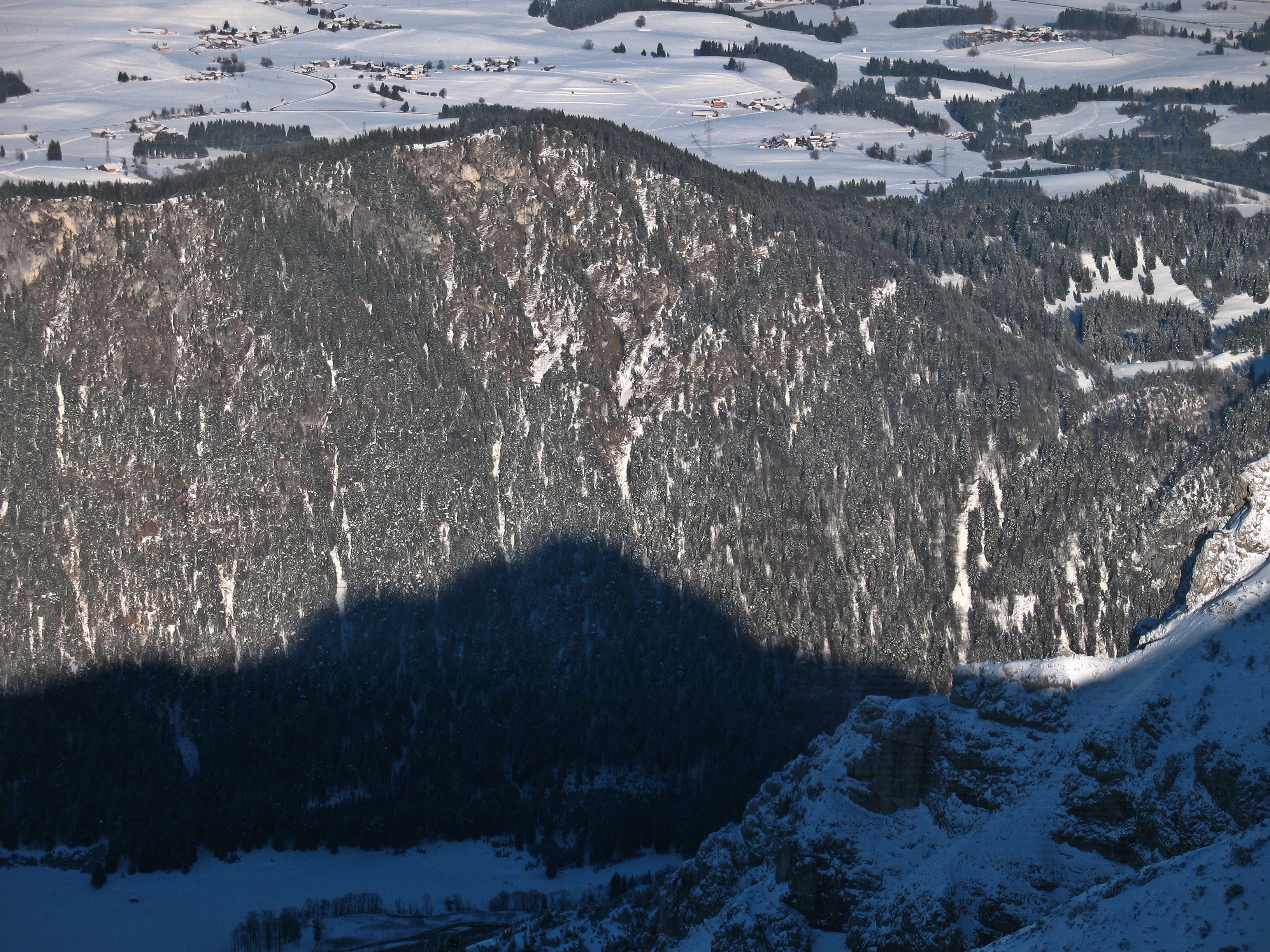

薩洛伯山（德語：Salober），是奧地利的山峰，位於該國西部，由蒂羅爾州負責管轄，屬於阿爾高阿爾卑斯山脈的一部分，處於菲森境內，海拔高度1,293米。